# Teupin Keubeu (Lhoksukon)
Teupin Keubeu is een bestuurslaag in het regentschap Aceh Utara van de provincie Atjeh, Indonesië. Teupin Keubeu telt 356 inwoners (volkstelling 2010).